# Steve Larmer
Steven Donald Larmer, född 16 juni 1961 i Peterborough, Ontario, Kanada, är en kanadensisk före detta professionell ishockeyspelare som representerade klubbarna Chicago Blackhawks och New York Rangers i NHL mellan åren 1980 och 1995. Han listades som 120:e spelare totalt i NHL-Draften 1980 av Chicago Blackhawks.

## Karriären i Blackhawks
Steve Larmer förespåddes aldrig till att bli en stor hockeyspelare, då han aldrig sågs som en supertalang i unga år. På grund av detta valdes han först i den sjätte rundan av Chicago Blackhawks i NHL-draften 1980. Det skulle visa sig vara ett av klubben största draftfynd. Larmer var en av klubbens mest pålitligaste poänggörare under 1980-talet. Att han tog en ordinarie plats i Blackhaws 1982 sågs som en överraskning men efter nio månader hade han avslutat sin första hela NHL-säsong med 43 mål och 90 poäng på 80 matcher. Samma säsong tilldelades han Calder Memorial Trophy som årets nykomling i NHL.
Själv vill Larmer poängtera att mycket av hans framgång berodde på att han fick spela med Denis Savard och Al Secord. Det var tillsammans med dessa två hockeyspelare som Larmer bildade den så kallade "The Party Line", namnet kom ifrån att många experter ansåg att de levde rövare i motståndarnas zon kväll ut och kväll in. Men det var också en kedja som kompletterade varandra väldigt bra, alla hade var sin roll. Savard var spelgeniet, Secord var den hårdhudade målskytten och Larmer var väldigt mångsidig.
Men Steve Larmer var också en hockeyspelare som kunde anpassa sig till olika situationer, han tog också ett stort defensivt arbete. Även om han inte spelade med Savard och Secord kunde han producera poäng. Säsongen 1990–91 nådde han hundra poäng. På 80 matcher kom han upp i 44 mål, 57 assist och 101 poäng. Samma säsong skulle han också representera Kanada i Canada Cup. Han slutade på andra plats i poängligan bakom Wayne Gretzky i den turneringen efter 6 mål och 5 assist på 8 matcher. Säsongen 1991–92 var han med om att ta Blackhawks till den första Stanley Cup-finalen sedan 1970-talet, som man förlorade med 4-0 i matcher mot Pittsburgh Penguins.

## Karriären i Rangers
Även om Steve Larmer var en stor hockeyspelare i Blackhawks så fick hans tid i klubben ett tråkigt slut. Efter ett kontraktsbråk valde man att byta bort honom till Rangers 2 november 1993. Hade inte det här inträffat hade Larmer förmodligen slagit Doug Jarvis rekord på längst svit med spelade NHL-matcher i rad. Jarvis har 964 raka NHL-matcher medan Larmer hamnade på en svit på 884 matcher. Men tiden i Rangers skulle ändå bli lyckosam, det var nämligen här som han för första gången fick vinna Stanley Cup. Han var en av nyckelspelarna då Rangers vann den efterlängtade trofén 1993–94, efter 54 års väntan. Larmer spelade en säsong till i klubben innan han 34 år gammal valde att tacka för sig. Han avslutade sin karriär med 441 mål, 571 assist för totalt 1012 poäng på 1006 matcher och 56 mål, 75 assist för totalt 131 poäng på 140 slutspelsmatcher. 

## Klubbar i NHL
- New York Rangers
- Chicago Blackhawks

## Statistik

### Klubbkarriär
| 1977–78      | Peterborough Petes   | OMJHL        | 62   | 24  | 17  | 41   | 51  | 18  | 5  | 7  | 12  | 27  |
| 1978–79      | Niagara Falls Flyers | OMJHL        | 66   | 37  | 47  | 84   | 108 | 20  | 11 | 13 | 24  | 43  |
| 1979–80      | Niagara Falls Flyers | OMJHL        | 67   | 45  | 69  | 114  | 71  | 10  | 5  | 9  | 14  | 15  |
| 1980–81      | Niagara Falls Flyers | OMJHL        | 61   | 55  | 78  | 133  | 73  | 12  | 13 | 8  | 21  | 24  |
| 1980–81      | Chicago Black Hawks  | NHL          | 4    | 0   | 1   | 1    | 0   | —   | —  | —  | —   | —   |
| 1981–82      | Chicago Black Hawks  | NHL          | 3    | 0   | 0   | 0    | 0   | —   | —  | —  | —   | —   |
| 1981–82      | New Brunswick Hawks  | AHL          | 74   | 38  | 44  | 82   | 46  | 15  | 6  | 6  | 12  | 0   |
| 1982–83      | Chicago Black Hawks  | NHL          | 80   | 43  | 47  | 90   | 28  | 11  | 5  | 7  | 12  | 8   |
| 1983–84      | Chicago Black Hawks  | NHL          | 80   | 35  | 40  | 75   | 34  | 5   | 2  | 2  | 4   | 7   |
| 1984–85      | Chicago Black Hawks  | NHL          | 80   | 46  | 40  | 86   | 16  | 15  | 9  | 13 | 22  | 14  |
| 1985–86      | Chicago Black Hawks  | NHL          | 80   | 31  | 45  | 76   | 47  | 3   | 0  | 3  | 3   | 4   |
| 1986–87      | Chicago Blackhawks   | NHL          | 80   | 28  | 56  | 84   | 22  | 4   | 0  | 0  | 0   | 2   |
| 1987–88      | Chicago Blackhawks   | NHL          | 80   | 41  | 48  | 89   | 42  | 5   | 1  | 6  | 7   | 0   |
| 1988–89      | Chicago Blackhawks   | NHL          | 80   | 43  | 44  | 87   | 54  | 16  | 8  | 9  | 17  | 22  |
| 1989–90      | Chicago Blackhawks   | NHL          | 80   | 31  | 59  | 90   | 40  | 20  | 7  | 15 | 22  | 2   |
| 1990–91      | Chicago Blackhawks   | NHL          | 80   | 44  | 57  | 101  | 79  | 6   | 5  | 1  | 6   | 4   |
| 1991–92      | Chicago Blackhawks   | NHL          | 80   | 29  | 45  | 74   | 65  | 18  | 8  | 7  | 15  | 6   |
| 1992–93      | Chicago Blackhawks   | NHL          | 84   | 35  | 35  | 70   | 48  | 4   | 0  | 3  | 3   | 0   |
| 1993–94      | New York Rangers     | NHL          | 68   | 21  | 39  | 60   | 41  | 21  | 9  | 7  | 16  | 14  |
| 1994–95      | New York Rangers     | NHL          | 47   | 14  | 15  | 29   | 16  | 10  | 2  | 2  | 4   | 6   |
| OMJHL totalt | OMJHL totalt         | OMJHL totalt | 256  | 161 | 211 | 372  | 303 | 60  | 34 | 37 | 71  | 104 |
| NHL totalt   | NHL totalt           | NHL totalt   | 1006 | 441 | 571 | 1012 | 532 | 140 | 56 | 75 | 131 | 89  |